# Nipani
Nipani è una città dell'India di 58.061 abitanti, situata nel distretto di Belgaum, nello stato federato del Karnataka. In base al numero di abitanti la città rientra nella classe II (da 50.000 a 99.999 persone).

## Società

### Evoluzione demografica
Al censimento del 2001 la popolazione di Nipani era di 58.061 persone, delle quali 29.191 maschi e 28.870 femmine. I bambini di età inferiore o uguale ai sei anni erano 6.817, dei quali 3.616 maschi e 3.201 femmine. Infine, coloro che erano in grado di saper almeno leggere e scrivere erano 41.459, dei quali 23.085 maschi e 18.374 femmine.